# شهرستان راوه
شهرستان راوه یک شهرستان در عراق است که در استان انبار واقع شده‌است.
شهر راوه مرکز این شهرستان به شمار می‌رود.